# NGC 145
NGC 145 je spirální galaxie s příčkou typu SB(s)dm v souhvězdí Velryby. Její zdánlivá jasnost je 12,7m a úhlová velikost 1,8′ × 1,5′. Je vzdálená 50 milionů světelných let, skutečný průměr je přibližně 25 000 světelných let. Do katalogu pekuliárních galaxii Haltona Arpa byla zařazena jako galaxie se třemi spirálními rameny pod označením Arp 19. Galaxii objevil 9. října 1828 John Herschel.